# Vuurtopaaskolibrie
De vuurtopaaskolibrie (Topaza pyra) is een vogel uit de familie Trochilidae (Kolibries).

## Verspreiding en leefgebied
Deze soort komt voor in het westelijk Amazonebekken en telt twee ondersoorten:
- T. p. pyra: oostelijk Colombia, zuidelijk Venezuela en noordwestelijk Brazilië.
- T. p. amaruni: oostelijk Ecuador en noordoostelijk Peru.